# Mordercy wychodzą na drogę
Mordercy wychodzą na drogę
(ros. Убийцы выходят на дорогу, Ubijcy wychodiat na dorogu) – radziecki czarno-biały dramat wojenny z 1942 roku w reżyserii  Wsiewołoda Pudowkina i Jurija Taricza oparty na podstawie utworu Strach i nędza III Rzeszy Bertolta Brechta z 1938 roku.

## Obsada
- Michaił Astangow jako Franc
- Boris Blinow jako Tieo
- Sofja Magariłł jako Marta
- Ada Wójcik jako Marta
- Oleg Żakow jako kapitan
- Olga Żyzniewa jako Klara